# Setor Direito
Setor Direito ou Setor da Direita (em ucraniano:  Правий сектор, transl. Pravyy sektor ) é um partido e um movimento político ucraniano de extrema-direita, neofascista e ultranacionalista, criado em novembro de 2013, como uma confederação paramilitar de várias organizações nacionalistas, no contexto da Euromaidan, em Kiev.
A confederação tornou-se um partido político em 22 de março de 2014, altura em que informava reunir dez mil membros. O grupo já foi acusado de possuir fortes ligações neonazistas. Atualmente, tem participado de manifestações em apoio ao governo de  Israel, no conflito israelo-palestino. A bandeira do Pravyy Sektor é baseada na bandeira do Exército Insurreto Ucraniano e OUN - Banderita também tem sido usada pela extrema-direita, fora da Ucrânia, em manifestações públicas.
O Setor Direito participou diretamente na Guerra Russo-Ucraniana por meio de sua ala paramilitar, o Corpo Voluntário Ucraniano.

## Nome
O nome da organização  em ucraniano, Правий сектор, é geralmente transliterado como Pravyy sektor e se traduz como "setor direito". Segundo relatos de testemunhas, esse nome surgiu na noite de 24 de novembro, no momento em que um dos oradores, Vladimir Stretovich, usando o microfone, estimulava os manifestantes para que resistissem à investida da polícia, que avançava pelo lado direito da Praça da Independência (visto desde o palanque). Stretovich exortava os "rapazes nacionalistas" a "segurar o Setor Sireito" (Pravyy sektor).
Dmytro Yarosh, antigo líder do movimento, é proprietário da marca registrada "Правий сектор" (Setor Direito).

## História

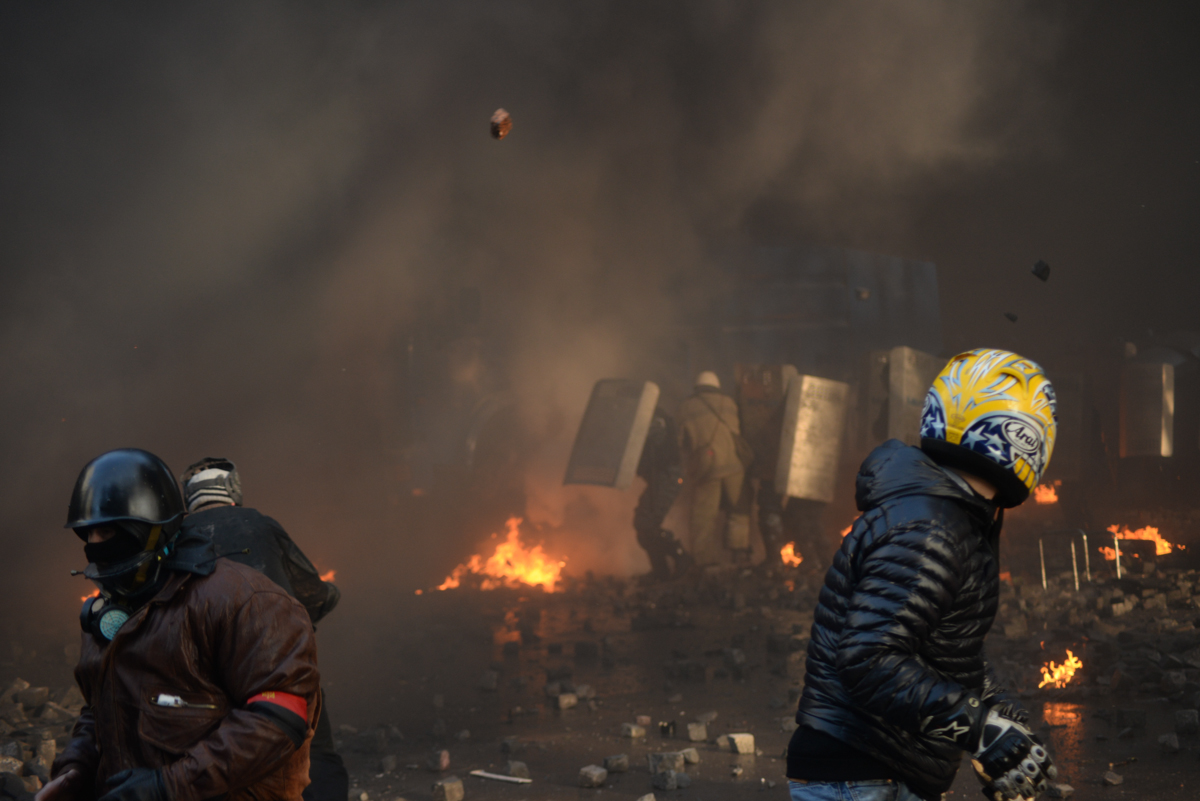
Manifestantes jogando tijolos contra a tropa de choque ucraniana, usando fumaça de pneu para se proteger do fogo de franco-atiradores, em Kiev, 18 de fevereiro de 2014

### Fundação
Foi fundado por grupos como Trident (Tryzub), liderado por Dmytro Yarosh e Andriy Tarasenko, e pela Assembleia Nacional Ucraniana – Autodefesa do Povo Ucraniano (UNA-UNSO), uma organização política/paramilitar. Outros grupos fundadores incluem "Patriotas da Ucrânia", a "Assembléia Nacional-Socialista, "White Hammer", e "Carpathian Sich". O grupo "White Hammer" foi expulso em março de 2014. Em junho 2014 um dos grupos foi atribuído pelo Ministério do Interior para vigiar Mariupol depois que ele capturou a cidade de insurgentes apoiados pelos russos.
Nas eleições parlamentares ucranianas de 2014, Yarosh, como candidato do Setor Direito, ganhou um assento no parlamento, ganhando o distrito uninominal número 39 localizado na Vasylkivka Raion com 29,76% dos votos.

### Origens
A organização vê-se a si mesma dentro da tradição de partidários da Ucrânia, como o Exército Insurgente Ucraniano, que lutou na Segunda Guerra Mundial contra a União Soviética e a favor do Eixo. Yarosh, líder do Setor Direito, tem nacionalistas armados e treinados em exercícios militares desde o colapso da União Soviética.  O Setor Direito recebeu algum financiamento da diáspora ucraniana.

## Entrada nas manifestações

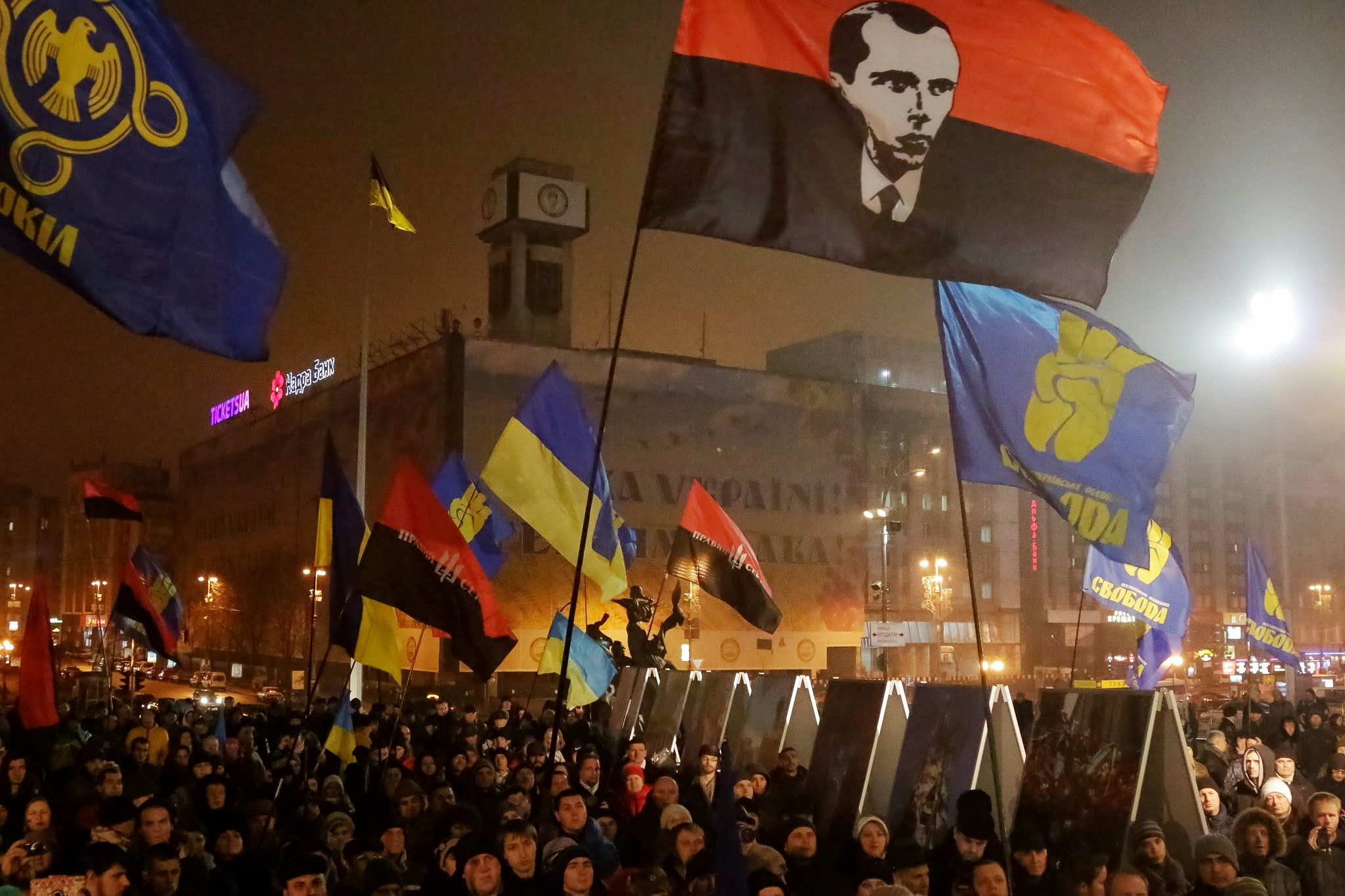
Manifestação em apoio ao Pravyy Sektor.

O grupo foi um dos mais influentes nas manifestações da Euromaidan durante a sua etapa mais violenta. Em 19 de janeiro de 2014, a organização incentivou seus membros a trazer garrafas para os protestos, a fim de produzir coquetéis molotov e bombas. O governo Yanukovich classificou-o como um movimento extremista e lançou ordens de prisão. O Setor Direito tem sido descrito como o mais organizado e mais eficaz das forças presentes na Euromaidan, nos seus confrontos com a polícia. O Setor Direito afirma que foi o principal organizador da resistência violenta contra ataques armados pelo Estado aos manifestantes da Euromaidan.

## Depois de Yanukovych
Yarosh foi proposto como um suplente para o Conselho de Segurança Nacional e Defesa da Ucrânia, mas não foi nomeado. Foi-lhe então oferecido o cargo de vice-chefe do Conselho de Segurança Nacional, mas rejeitou-o por ser abaixo das pretensões dele. A Rússia citou ataques, por parte do Setor Direito, contra falantes de russo e judeus como o principal motivo pelo qual enviou tropas para Crimeia. Em 7 de março de 2014, Tarasenko disse à Interfax-Ucrânia que havia um "movimento informal" para transformar o movimento em um partido político, em um congresso a ser realizado em 15 de março. Em 11 de março de 2014, o líder de oposição da Duma russa, Valery Rashkin pediu aos serviços especiais russos para "liquidar" Yarosh e o líder do Setor Direito para a Ucrânia ocidental, Oleksandr Muzychko. Ele disse que Muzychko tinha lutado com separatistas chechenos contra as tropas russas e foi acusado de banditismo. Segundo a polícia, ele também estava sendo detido por suspeita de ligações ao crime organizado, vandalismo e ameaças aos funcionários públicos. O Setor Direito foi oficialmente registrado como partido político pelo Ministério da Justiça da Ucrânia em 22 de maio de 2014.  O presidente regional disse ao Wall Street Journal que ele estava menos interessado em se candidatar a cargos políticos do que em conseguir manter as suas promessas.

## Operações paramilitares

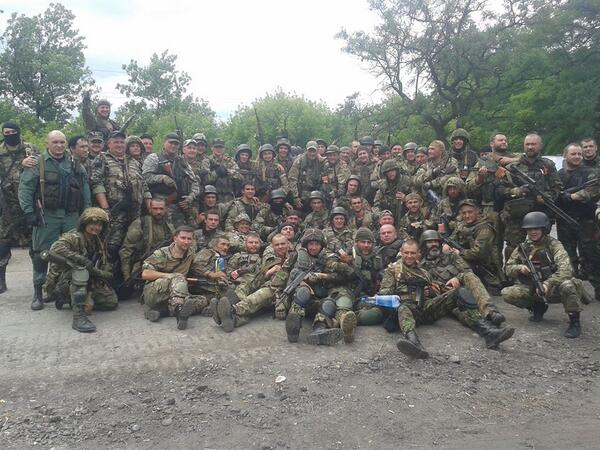
Membros do Corpo Voluntário Ucraniano.

O Setor Direito apreendeu armamento militar a partir de um arsenal do Ministério do Interior no oeste da Ucrânia, perto de Lviv, perto do final da revolução Maidan. O Setor Direito entregou algumas armas às autoridades ucranianas no rescaldo da revolução, mas manteve outras. Após o colapso do governo Yanukovych, com a polícia tendo abandonado as ruas de Kiev, grupos de jovens, incluindo os membros do Setor Direito patrulhavam, armados principalmente com bastões de beisebol e às vezes com armas de fogo. De acordo com Yarosh, o Setor Direito recrutou oficiais aposentados do Ministério do Interior e das agências de segurança. Ele disse a Newsweek que "como em qualquer exército", tem especialistas que são treinados para usar mísseis antiaéreos S-300.
De acordo com o professor de ciência política Lucan Way, a violência política pelo Setor Direito realizada, em parte, em resposta aos vigilantes pró-russos e ao assédio dos manifestantes, ameaça o desenvolvimento democrático na Ucrânia e aumentou a possibilidade de uma guerra civil. O Setor Direito tem o seu próprio batalhão de voluntários que está lutando contra a Rebelião pró-russa na Ucrânia. Em 19 de julho de 2014, o Setor Direito disse que estava pronto para contribuir com 5.000 pessoas para lutar ao lado dos militares, desde que lhe fossem concedidos equipamentos de combate adequados.

## Relações com outros partidos políticos
O grupo tem semelhanças com o Svoboda tratando a questão da homossexualidade e do álcool como tabu.

## Política externa
O site do Setor Direito diz que seus membros desconfiam das "ambições imperiais" tanto da Rússia quanto do Ocidente. Yarosh disse ao Spiegel Online que as organizações anticristãs estão em operação ativa na UE e que a Comissão Europeia (em vez de as nações-membros) tem o controle de estilos de vida, como o casamento gay. O grupo participou de manifestações em apoio a Israel, na cidade de Dnipropetrovsk, em 28 de julho de 2014.

## Política interna
O Setor Direito tem a posição de que a população deve manter e portar armas, como na Suíça.